# 吉姆·艾尔-哈利利
吉姆·艾尔-哈利利（英語：Jameel Sadik "Jim" Al-Khalili，阿拉伯语：‎，1962年9月20日—）是一位伊拉克裔英国理论物理学家，作家和播客，现为薩里大學教授，主要作品有《悖论：破解科学史上最复杂的9大谜团》（Paradox: the Nine Greatest Enigmas in Science）、《生命的前沿：迈入量子生物时代》（Life on the Edge: The Coming of Age of Quantum Biology，与约翰乔伊·麦克法登合著，也译为《神秘的量子生命》）、科学史著作《探路者：阿拉伯科学的黄金时期》（Pathfinders: The Golden Age of Arabic Science）、科幻小说《太阳坠落》（SUN FALL）等。